# Шевченково (Калушский район)
Шевче́нково (укр. Шевченкове) — село в Выгодской поселковой общине Калушского района Ивано-Франковской области Украины.
Село расположено в предгорье Карпат.

## История
В 1946 году указом ПВС УССР село Велдеж переименовано в Шевченково.

## Известные уроженцы
- Охримович, Владимир Юлианович (1870—1931) — украинский правовед и общественно-политический деятель.
- Попович-Боярская, Климентина Карловна (1863—1945) — украинская писательница, поэтесса, общественный деятель.